# Bingxi
Bingxi (kinesiska: 兵希, 兵希镇) är en köping i Kina. Den ligger i provinsen Jiangsu, i den östra delen av landet, omkring 220 kilometer öster om provinshuvudstaden Nanjing.
Genomsnittlig årsnederbörd är 1 436 millimeter. Den regnigaste månaden är augusti, med i genomsnitt 208 mm nederbörd, och den torraste är januari, med 53 mm nederbörd.